# حزب زحمت‌کشان ملت ایران
حزب زحمت‌کشان ملت ایران (حِزما) از احزاب سیاسی دورهٔ پهلوی دوم بود که در ۲۵ اردیبهشت ۱۳۳۰ (۱۶ مه ۱۹۵۱) توسط مظفر بقائی تأسیس شد. این حزب در سال ۱۳۵۹ منحل اعلام گردید.

## تأسیس
با تأسیس حزب دموکرات ایران در دههٔ ۱۳۲۰ خورشیدی به رهبری احمد قوام، مظفر بقائی به این حزب پیوست و در سال ۱۳۲۶ به عنوان نامزد حزب دموکرات از کرمان به مجلس پانزدهم راه یافت. بنیاد نخستین حزب سازمان نظارت برای آزادی انتخابات بود که در شهریورماه ۱۳۲۸، در حین همه‌پرسی مجلس شانزدهم، برای ایجاد فضایی آزاد برای مردم و ممانعت از تقلب حاکمیت، به رهبری مظفر بقایی کرمانی شروع به کار کرد.
در اسفند ۱۳۲۹ رزم‌آرا به قتل رسید و طرح ملی شدن نفت که بقائی یکی از امضاکنندگان آن بود، تصویب شد. مظفر بقایی خود را یکی از چهره‌های اصلی نهضت ملی شدن نفت مطرح می‌کرد. در این دوران، بقائی و خلیل ملکی همکاری نزدیکی را آغاز کردند. بقائی در اواخر اردیبهشت ۱۳۳۰ همراه با خلیل ملکی حزب زحمت‌کشان ملت ایران را تأسیس کرد. بقائی از بنیان‌گذاران جبههٔ ملی بود ولی از سال ۱۳۳۱ شروع به مخالفت با مصدق کرد و تا کودتای ۲۸ مرداد از سرسخت‌ترین مخالفان او بود.

## برنامه‌ها
در برنامه حزب زحمت‌کشان این موارد خواسته شده‌بود:
- ایجاد سلطنت مشروطهٔ حقیقی
- از بین بردن امتیازات طبقهٔ بالا
- تشویق صنایع کوچک
- عدم وابستگی ملی به همهٔ اشکال امپریالیسم از جمله امپریالیسم روسیه
- کاهش تنش‌های طبقاتی میان کارگران و کارفرمایان[۹]

## اعضاء و حامیان
اعضای این حزب پنج هزار نفر برآورده شده‌بود که بیشتر از این سه منبع متفاوت جذب شده بودند: دانشگاه تهران، کرمان به عنوان زادگاه بقائی و مغازه‌داران کرمانی در بازار تهران به ویژه عطاران.
دیدگاه‌های این حزب را روزنامه شاهد بیان می‌کرد و در هنگام توقیف آن روزنامه عطار جایگزین می‌شد. روزنامه نیروی سوم نیز که توسط جوانان حزب منتشر می‌شد و مجلهٔ روشنفکری علم و زندگی از دیگر رسانه‌های این حزب به‌شمار می‌آمدند که در دانشگاه تهران خوانندگان بسیاری داشتند.
شعبان بی‌مخ هم از دیگر حامیان این حزب به‌شمار می‌آمد.
اوایل سال ۱۳۳۲ عملیات دو سازمان ام‌آی۶ و سیا علیه نهضت ملی ایران شدت گرفت. در ۱ اردیبهشت ۱۳۳۲ سرتیپ افشارطوس رئیس شهربانی دولت مصدق، به دست عوامل حزب زحمت‌کشان ملت ایران و نصرالله زاهدی ربوده و کشته شد. هم‌چنین هواداران او در ۲۸ مرداد ۱۳۳۲ سرگرد محمود سخایی، رئیس وقت شهربانی کرمان، را به قتل رساندند.
در ماجرای کودتای ۲۸ مرداد، نیروهای حزب زحمت‌کشان ملت ایران از افرادی بودند که به خانه مصدق حمله بردند. آنان در عملیات کودتای ۲۸ مرداد نیز نقش فعال داشتند. سرانجام کودتای ۲۸ مرداد پیروز شد و دولت دکتر مصدق با کمک حزب زحمت‌کشان ملت ایران و دو سازمان خدمات مخفی اطلاعاتی بریتانیا و سیا سرنگون شد. به این دلیل مطبوعات پس از کودتا بقائی را یکی از رهبران (کودتای ۲۸ مرداد) علیه دولت دکتر مصدق معرفی کردند. یکی دیگر از اعضای حزب زحمتکشان حسن آیت بود که همراه با مظفر بقایی و حزب زحمتکشان و حسینعلعی منتظری و بهشتی نقش مؤثری در گنجاندن اصل ولایت فقیه در مجلس قانون اساسی جمهوری اسلامی داشتند.